# 八斗镇
八斗镇，是中华人民共和国安徽省合肥市肥东县下辖的一个乡镇级行政单位。

## 行政区划
八斗镇下辖以下地区：
八斗社区、小普村、大张村、大谢村、盛岗村、上张村、胜丰村、宁岗村、花张村、万宋村、南鲁村、五星村、塅谈村、富旺村、军王村、九店村、王城村、南钟村、卫星村、薛户村、大邵村、邵桥村、胡祠村、薛计村、小汤村、陆还村和赵东岗村。